# Cantigi Kulon
Cantigi Kulon is een bestuurslaag in het regentschap Indramayu van de provincie West-Java, Indonesië. Cantigi Kulon telt 3407 inwoners (volkstelling 2010).